# Coryphaenoides armatus

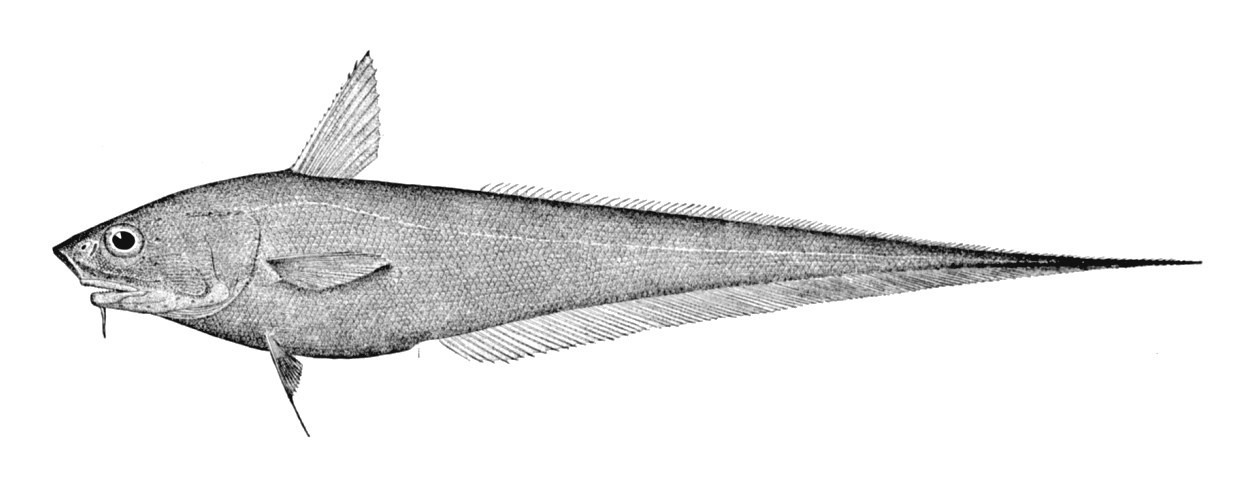
Cá đuôi chuột biển thẳm, Coryphaenoides armatus

Cá đuôi chuột biển thẳm, Coryphaenoides armatus, là một loài cá biển sâu của chi Coryphaenoides, được tìm thấy tại các đại dương khắp thế giới, ở độ sâu giữa 800 đến 4000 m. Chiều dài của nó giữa 20 tới 40 cm, mặc dù FishBase cho độ dài lên đến 1 m. Cơ thể cá đuôi chuột biển thẳm không giống như bất kỳ loài cá khác. Nó có 2 gai lưng và khoảng 124 gai lưng mềm. Nó không có gai hậu môn, nhưng có 115 gai hậu môn mềm trên cơ thể của nó. Đầu và đôi mắt của loài cá này rất lớn, trong khi miệng rất nhỏ và không đạt tiêu chuẩn. Cơ thể cá đuôi chuột biển thẳm.